# Колегія єзуїтів і каплиця святого Йосифа
Колегія єзуїтів і каплиця святого Йосифа Обручника — архітектурний комплекс, закладений 1 серпня 1883 року на підвищенні біля села Буньковичі на південь від міста Хирів Самбірського району Львівської області. Занесений до Реєстру пам'яток України місцевого значення за охоронним номером 2534-м

## Історія

Проєкт колегіуму А. Лушкевича з нереалізованим костелом у дворі. Рис. Р. Меус. до 1884

Вигляд колегіуму. Літографія. 1890

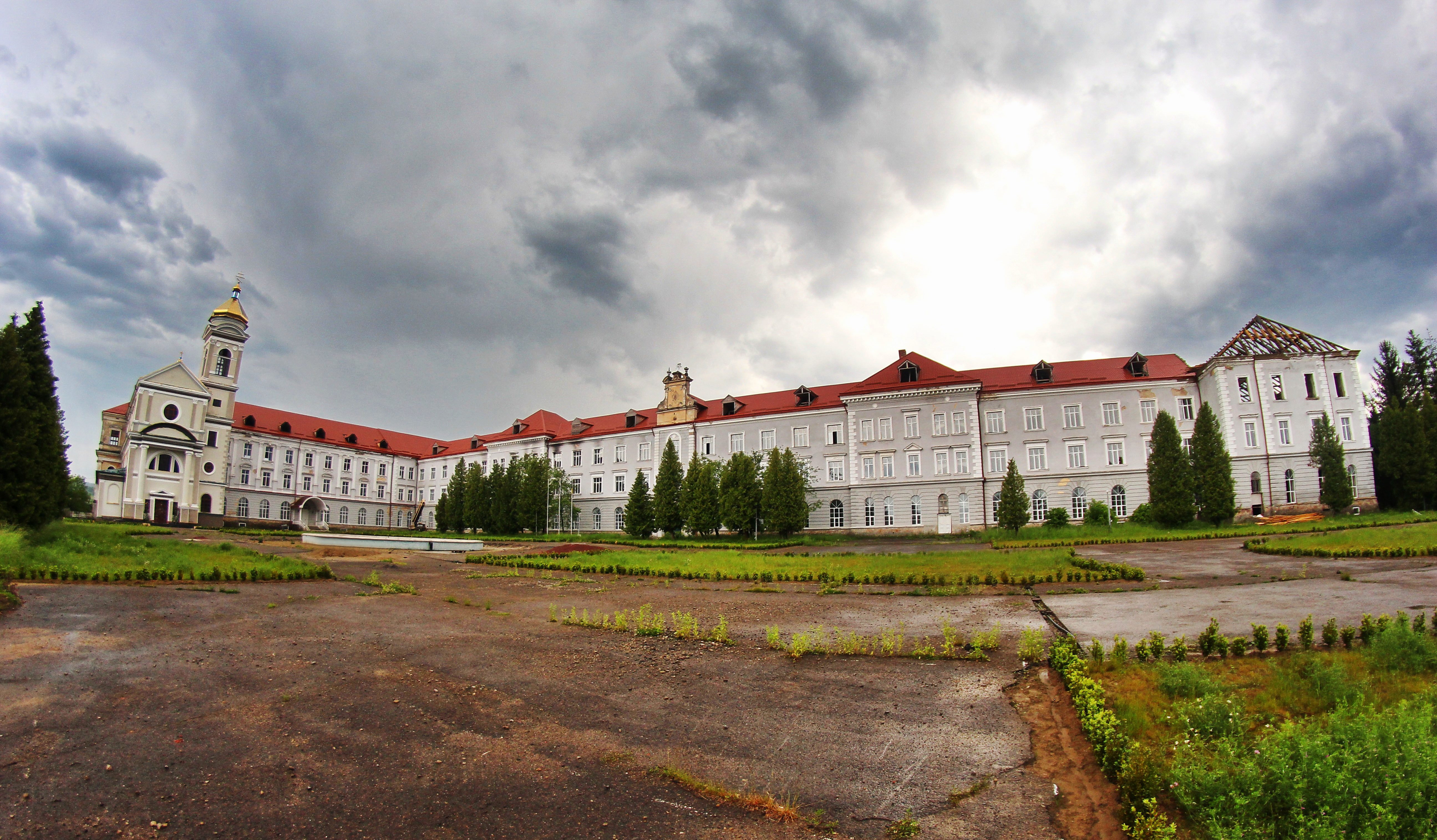
Сучасний вигляд

Ректор тернопільського навчального закладу єзуїтів о. Мар'ян Іґнацій Моравський (1880–1884) запропонував закласти новий навчальний заклад ордену єзуїтів, на що був готовий дати частину коштів. Провінціал Генрик Яцковський обґрунтував у листі від 15 серпня 1883 року необхідність створення ще одного закладу єзуїтів поза Тернополем через близькість кордону, відносну дорожнечу проживання, неможливість розширення існуючої установи. Генерал чину затвердив план створення нового закладу у квітні 1882 року. Після декількамісячних подорожей була віднайдено місце біля Хирова. Після цього виконали складну операцію з купівлі за 60 000 ринських ґрунтів у Францішка Топольницького, який незадовго до того купив їх у графа Олександра Мнішка. В Самборі 16 березня 1883 року ґрунти купило 5 фіктивних покупців, котрі 22 жовтня 1890 року відпродали їх американцеві Якову Фаган, а той продав її легатові єзуїту, незважаючи на це виникли певні правові питання і лише 10 липня 1910 ґрунти перейшли до єзуїтів.
Проєкт колегії виконав архітектор з Львова Юзеф Каетан Яновський, який у грудні 1882 року відхилили у Кракові, як і проєкт Михайла Фехтера. Провінціал Яцковський замовив проєкт у краківського архітектора Антона Лущкевича, який розробив проєкт краківського закладу єзуїтів. Архітектору допомагали у розробці проєкту о. Франц Габеніхт і Раймунд Меус. Проєкт відіслали до Риму, де генеральний вікарій Антоніо Андерлегі його розкритикував через розміщення каплиці, велику кількість входів, велику довжину корпусу, намір поетапного будівництва. Незважаючи на це 1 серпня 1883 року заклали наріжний камінь будівлі. За будовою наглядали від імені автора Р. Меус, В. Островський. Після смерті 1886 року Лушкевича роботи очолив Ян Закровський з Тернополя.
За перший рік збудували мури 1 поверху першої черги колегіуму, 1884 року завершили будівництво першої черги і заклали фундаменти другої, 1885 року завершили південно-західне та ліве крила колегії, 1886 року завершено обидва крила колегії, 1887 року завершено середню частину фасадного крила, що дозволило сформувати внутрішнє подвір'я колегії (86 м × 88 м). 1888 року завершили ліве фасадне крило, а 1889 року праве. Ще до завершення будівництва 1886 року до Хирова перенесли з Тернополя колегіум єзуїтів та філософське відділення з колегіуму в Старому Селі, що згорів. Через недбалість робітника у березні 1890 року пожежа значно пошкодила будівлю у Хирові, через що весь 1891 року пішов на її відновлення. Замість окремої каплиці по плану Лушкевича пристосували велике приміщення переднього крила, долучивши до нього коридор у вигляді бічної нави. Оздоблення виконав о. Б. Сагадин. вчитель рисунку. У каплиці встановили п'ять вівтарів з головним Св. Йосифа.
Згідно фундації о. Юзефа Ставицького 1904 року біля південно-східного наріжника колегіуму віце-ректор Максиміліан Кегльсдорфер почав будувати нове крило з каплицею за проєктом професора Львівської політехніки Едгара Ковача, а будівництво виконував Іван Левинський. Наріжний камінь заклали у травні 1904 року, а 25 вересня освятили наріжний камінь під головний вівтар. Нове крило завершили весною 1905 року, а на час освячення каплиці у грудні 1906 року ще тривали оздоблювальні роботи. Пластичний декор виконав Войцех Пєчонка, мозаїки фабрика Желенського з Кракова, фігуру до головного вівтаря італієць Цезаре Аурелі, фігуру Ісус з дітьми для головного фасаду Антон Попель.
Якщо бої Першої світової війни оминули будівлі, то в ході польсько-української війни вона декілька разів переходила з рук в руки і була сильно пошкоджена артилерійським обстрілом 14 травня 1919 року. Каплицю 1925 року розписали, 1937 року надбудували сходову клітку біля їдальні вежею обсерваторії. Крім водогону з джерельною водою (1913), млина, пекарні, парової пральні, інфекційного шпиталю, друкарні, слюсарної і столярної майстерень, з 1923 року збудували власну електростанцію.
У вересні 1939 року на декілька днів Хирів зайняли німці, після чого залишили його союзникам з СРСР. Єзуїтів було вигнано із будівель, де будівлю перетворили на казарми, каплицю на клуб, де на карнизі встановили дошки для перекриття склепіння. Було усунуто фігури з вівтарів, спалено образи, вирубано дерева парку і звіринцю, бібліотеку вивезли до Дрогобича, де її сліди загубились. За німецької окупації тут був табір військовополонених 1941 року, військовий шпиталь (початок 1943), наприкінці 1943 року було відновлено діяльність колегіуму. В час боїв серпня 1944 року вигоріло південно-східне крило. За доби СРСР будівлю зайняло військо. Тут розмістили бригаду ВПС, для якої біля будівлі збудували гаражі, склади тощо У каплиці було облаштовано їдальню. Замість зруйнованого крила звели прибудови (1979–1983). Військові перебували у будівлі до 2003 року після чого весь комплекс стоїть покинутим. Каплицю 1996/2001 передали віруючим УАПЦ. У 2013 році було оголошено про намір облаштувати у будівлях Східноєвропейський колегіум, відпочинково-розважальний комплекс.

Південно-західна стіна внутрішнього двору з в'їзною брамою. 1911
Притміщення їдальні. Початок ХХ ст.
Приміщення театральної зали. Початок ХХ ст.
Каплиця з сходу. Поштівка. 1906–1910
Нове крило і каплиця. Поштівка. 1911

## Колегіум
Триповерхова будівля колегіуму збудована навколо центрального двору. Фасадне 172 метрове північно-східне крило виступає за лінію квадрату корпусу і з лівої сторони до добудоване крило завдовжки 57 м з тринавовою каплицею, збудованої паралельно фасадному крилу. Південно-західний корпус колегії має планування з центральним розміщенням коридору посеред навчальних приміщень, у решті виконане одностороннє розміщення приміщень з розміщенням коридорів хрестовими склепіннями з сторони двору. Сходові клітки розміщено у наріжниках будівлі та посеред корпусів у ризалітах. У залах їдальні, театральній, актовій склепіння підтримували чавунні
колони. Колегіум діяв під девізом — «DEO, PATRIAE, AMICITAE» (укр. Служи Богу, Вітчизні, приятелям). По осі фасадного крила розміщена в'їздова брама. Зовні нижній ярус фасадного корпусу та корпусу біля каплиці декоровано стрічковим рустом, веррхні яруси розчленовано пілястрами, а вікна нижнього ярусу завершено прямими і лучковими сандриками, вікна верхнього ярусу отримали профільоване обрамлення. Решта стін корпусів гладка з простим обрамленням вікон.
Після виведення військ покинуті і занепалі корпуси колегіуму потребують значних коштів для відновлення. Великою проблемою є залишки будівель часів СРСР, що повністю нівелюють розміщення, колишнє оточення колегіуму, що займало 70 морґів парку, 8 морґів спортивних майданчиків, 500 морґів поля і лісу, 4 тенісні корти,

## Каплиця

Інтер'єр каплиці колегіуму. Стан до 1925

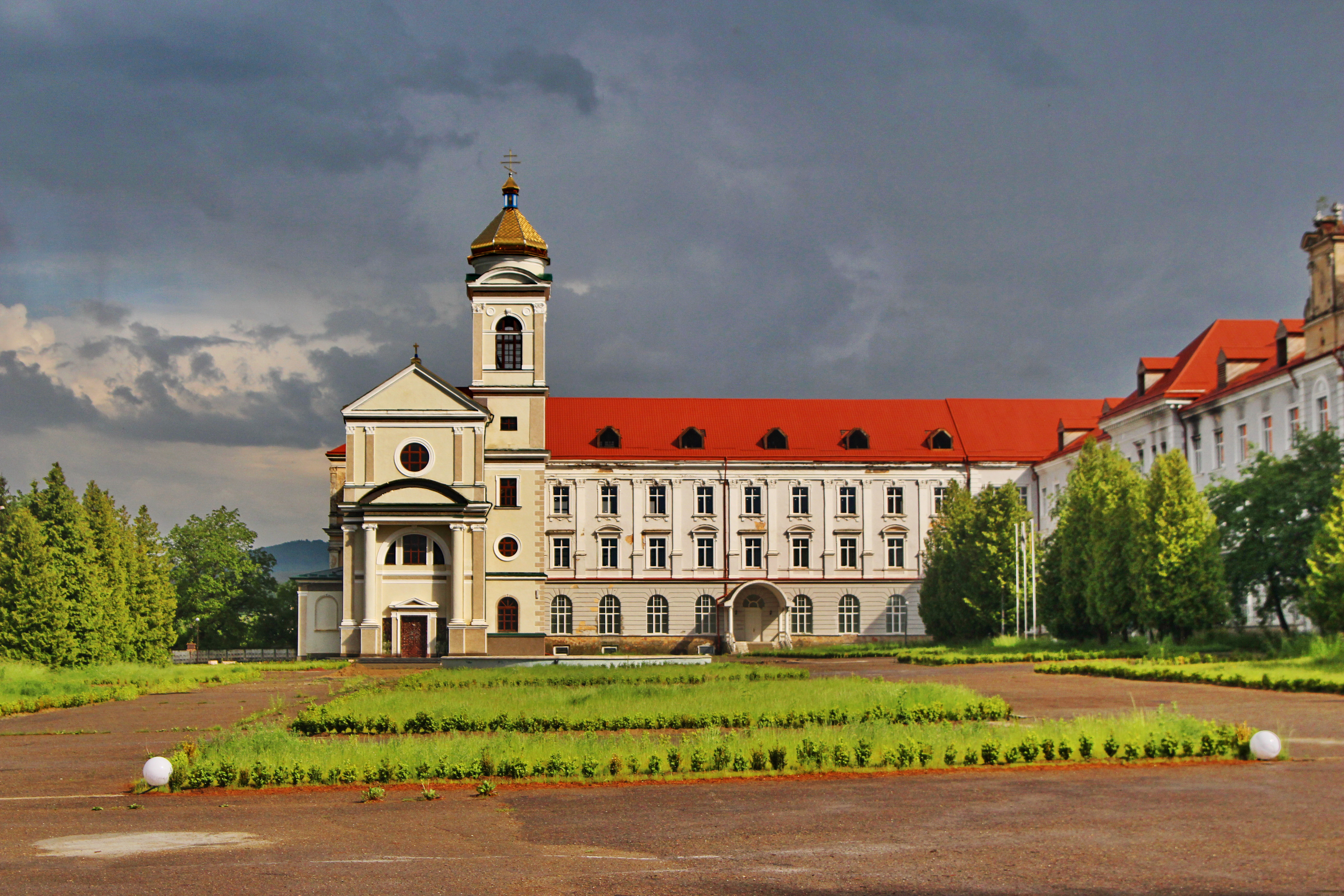
Сучасний вигляд каплиці

Прямокутна тринавова, семипряслова каплиця орієнтована на південний-схід. Гололвна нава спереду видовжена на одне прясло музичного хору. Поруч на місці видовженої правої нави встановлена вежа. Стовпи аркад поміж навами декоровано пілястрами. які і стіни пресвітерія розмальвані під штучний мармур. Склепіння розписане рослинним орнаментом і декорованою стюкковою ліпниною листя, що формує круглі та восьмисторонні поля. У них 1925 року Карл Машковський з учнями виконав розписи — Бог-Отець, Ісус Христос, Успіння Богородиці. На склепінні апсиди серед фігурних орнаментів виконано з мозаїчні погруддя Євангелістів, медальйони з зображеннями Св. Станіслава Костки, св. Андрія Боболи. У каплиці встановили вівтарі: головний стюковий св. Йосифа Обручника з мозаїчними елементами (проєкт Е. Ковача, ліпнина Цезаре Ауреліо, 1907–1909); у лівій наві стюковий св. Казимира (проєкт Е. Ковача, 1906); у правій наві вівтар Найсв. Діви Марії з барельєфом Діви Марії Непорочної; вівтар Серця Ісуса з старої каплиці (1891); дерев'яний вівтар з Тернополя з образом св. Ігнатій Лойола; неоманьєристичний вівтар Серця Ісуса фундації Гелени Бромільської (1907); вівтар св. Яна Канти (роботи Йозефа Рилко, 1918); вівтар св. Хреста з барельєфом Ісус Розіп'ятий; вівтар з барельєфом Матір Божа.
На початку ХХІ ст. розпочалось відновлення каплиці й пристосування її для літургії.

## Випускники (абсольвенти)
- Ян Бжехва[1]
- Казимир Вежинський
- Еугеніуш Квятковський